# Ceanothus mendocinensis
Ceanothus mendocinensis là một loài thực vật có hoa trong họ Táo. Loài này được McMinn mô tả khoa học đầu tiên năm 1942.